# Big Day (ансамбль)
Big Day – польський рок-гурт, заснований в Ольштині у 1992 році. Його назва походить від пісні британського гурту XTC.
Музика групи спирається на стилістику 1960-х років. Її брендом є співзвучні з собою голоси подружжя-вокалістів: Ані Залевської і Мартина Ціурапінського. Група здобула популярність в середині 90 років, записуючи такі популярні пісні як: "У світлі і в тумані", "Мій знак", "Простір" чи "В день гарячого літа". Колектив отримав нагороду щомісячника "Тільки Рок" за найкращий дебютний альбом 1994 року, ("W świetle i we mgle"), був також номінований до нагороди Фредеріка в категорії Дебют року. 

## Склад гурту
- Ганна Залевска-Ціурапінська – вокал
- Мартин Ціурапінский – вокал, басова гітара, музикальна продукція, автор текстів
- Збігнєв Хжановський – перкусія
- Мартин Станчевский – гітара

## Дискографія
- W świetle i we mgle (1994)
- Kalejdoskop (1995)
- Dzień trzeci (1996)
- Iluminacja (1997)
- To była bardzo długa noc (1999)
- The best of Big Day (2001)
- 6 (2004)
- Prawie proste piosenki (2008)

### Сингли
- Mam ich wszystkich (1993)
- Mój znak (1993)
- W świetle i we mgle (1994)
- Jestem jak wiatr (1994)
- Przestrzeń (1995)
- Gdy kiedyś znów zawołam Cię (1995)
- C-4 (1995)
- Zostawić ślad (1996)
- Inni (1996)
- W dzień gorącego lata (1997)
- Ocsid (1997)
- A ty tylko (1998)
- Kochankowie (1999)
- Może kiedyś (2000)
- Jedyna taka noc (2002)
- Kto ciebie mógłby kochać (2003)
- Przez sen (2004)
- Jedyny słodki problem (2007)
- Czasami mam do Ciebie... (2008)
- Jak ja mogę żyć bez Ciebie (2008)